# The Chapman Report
The Chapman Report (Brasil: A Vida Íntima de Quatro Mulheres ) é um filme estadunidense, de 1962, do gênero drama, dirigido por George Cukor, roteirizado por Wyatt Cooper e Don M. Mankiewicz, baseado no livro de Irving Wallace.

## Sinopse
Pesquisas de comportamento sexual, em uma comunidade suburbana, afetam a vida de quatro mulheres.

## Elenco
- Shelley Winters ....... Sarah Garnell
- Jane Fonda .......  Kathleen Barclay
- Claire Bloom ....... Naomi Shields
- Glynis Johns ....... Teresa Harnish
- Efrem Zimbalist Jr. ....... Paul Radford
- Ray Danton ....... Fred Linden
- Andrew Duggan ....... Dr. George C. Chapman
- John Dehner ....... Geoffrey Harnish
- Ty Hardin ....... Ed Kraski
- Harold J. Stone ....... Frank Garnell
- Corey Allen ....... Wash Dillon
- Jennifer Howard ....... Grace Waterton
- Cloris Leachman ....... Miss Selby
- Henry Daniell ....... Dr. Jonas
- Hope Cameron ....... Ruth Linden
- Evan Thompson ....... Cass Kelly
- Jack Cassidy ....... Ted Dyson
- Roy Roberts ....... Alan Roby
- John Baer ....... Barclay
- Chad Everett ....... Bob Jensen